# ویلبارک (استان وارمی-ماسوری)
ویلبارک (به لاتین: Wielbark) یک روستا در لهستان است که در گمینا ویلبارک واقع شده‌است. ویلبارک ۲٬۹۴۳ نفر جمعیت دارد.